# Усама бен Ладен (слон)
Усама бен Ладен — індійський слон, відомий тим, що тероризував жителів індійських сіл, скоївши убивство в загальному 27 людей (за іншими даними — 14 людей).

## Біографія
Слон був названий на честь знаменитого ісламського терориста Усами бен Ладена. Слон був зростом три метри й впродовж двох років тероризував населення індійського штату Ассам: зруйнував понад сотню будинків, знищував селянські посіви, вбивав місцевих жителів. Він, судячи по всьому, був розумний, оскільки йому неодноразово вдавалось уникати гонитви, він швидко міняв дислокацію й не залишав слідів для мисливців. Внаслідок тривалих спостережень було помічено, що слон не боїться петард й вогню, і пастки йому не страшні. Масштаби його злодіянь дійшли до таких меж, що місцева влада була вимушена надіслати на ліквідацію цього слона військових і підрозділ поліції, окрім того, у операції були задіяні досвідчені лісники.
18 грудня 2006 року був розстріляний один слон. Однозначної думки, чи був це саме той Усама бен Ладен, або ж помилково був убитий якийсь інший, немає. Однак з тих пір нових вбивств, скоєних слонами, більше не траплялося.
Напади слонів на людей не рідкість. З 2001 по 2006 рік в індійському штаті Ассам слони вбили понад 250 осіб. Слони в шлюбний період іноді впадають в муст і починають знищувати все, що потрапляє їм на очі. Крім того, дослідження показали, що слони люблять пити пиво. Деякі слони руйнують будинки людей, знаходять там запаси пива і, випивши його, шаленіють.